# Federazione Sammarinese Atletica Leggera
La Federazione Sammarinese Atletica leggera (FSAL) è la federazione sportiva che si occupa di regolamentare l'atletica leggera a San Marino.

## Scopi
L'articolo 2 dello statuto federale della FSAL elenca gli scopi perseguiti dalla federazione:
- promuovere, propagandare, sviluppare, regolamentare e disciplinare lo sport dell'atletica leggera ed altre attività tendenti agli stessi scopi;
- organizzare le manifestazioni sportive nazionali ed internazionali;
- predisporre la preparazione degli atleti ed approntare i mezzi necessari per la loro partecipazione alle manifestazioni sportive nazionali ed internazionali;
- predisporre ogni forma di tutela sanitaria e assicurativa dei propri iscritti (tesserati federali e tesserati affiliati);
- concorrere d'intesa con il CIO, la World Athletics e il CONS, all'adozione di misure di prevenzione e repressione dell'uso di sostanze che alterino le naturali prestazioni fisiche degli atleti durante lo svolgimento delle attività sportive;
- aderire incondizionatamente alle norme Internazionali in materia di antidoping (WADA);
- aderire alle norme sulla disciplina dello sport professionistico.

## Consiglio federale
- Presidente:
  - Daniele De Luigi
- Vicepresidente: 
  - Fabio Bernardi
- Segretario generale:
  - Cristina Carattoni
- Tesoriere:
  - Marcello Carattoni
- Consiglieri:
  - Mauro Santi, Giuliano Guidi, Pollini Vincenzo

## Società affiliate
La FSAL conta 3 società affiliate: la Olimpus San Marino atletica, il Gruppo podistico San Marino e la Track & field San Marino.

## Competizioni
- Campionati sammarinesi di corsa su strada
- Campionati sammarinesi su pista assoluti
- Campionati sammarinesi su pista giovanili